# 标致206
标致206（Peugeot 206）是一款由法國標緻車廠於1998年推出、用以取代標緻205車系的B級距（Segment B），其主要竞争对手为雪铁龙C3、和等。
在臺灣和香港的標㮹206一律由法國生產並進口至臺灣和香港。
目前，这款车及其后续改款在中国大陆地区由神龙汽车有限公司生产。

## 汽油发动机
1.0升（999毫升）D4D I4，77PS（57千瓦，76马力）16V
1.1升（1124毫升）TU1JP I4，60PS（44千瓦，59马力）
1.4升（1360毫升）TU3JP I4，75PS（55千瓦，74马力）
1.4升（1360毫升）ET3J4 16V I4，88PS（65千瓦，87马力）
1.6升（1587毫升）TU5JP 8V I4，88PS（65千瓦，87马力）
1.6升（1587毫升）TU5JP4 16V I4，110PS（81千瓦，108马力）
2.0升（1997毫升）EW10J4 16V I4，136PS（100千瓦，134马力）
2.0升（1997毫升）EW10J4S 16V I4，177PS（130千瓦，175马力）

### 中国大陆
1.4升（1360毫升）TU3AF I4，76PS（56千瓦，75马力）
1.6升（1587毫升）TU5JP4 16V I4，106PS（78千瓦，105马力），国内代号N6A 10XA3A PSA

## 柴油发动机
1.4升（1398毫升）DV4 HDi Diesel I4，68PS（50千瓦，67马力）
1.6升（1560毫升）DV6 HDi 16V I4，109PS（80千瓦，108马力）
1.9升（1868毫升）DW8 Diesel I4，71PS（52千瓦，70马力）
2.0升（1997毫升）DW10 HDi I4，90PS（66千瓦，89马力）

## 欧洲以外206

### 206SD（轿车）

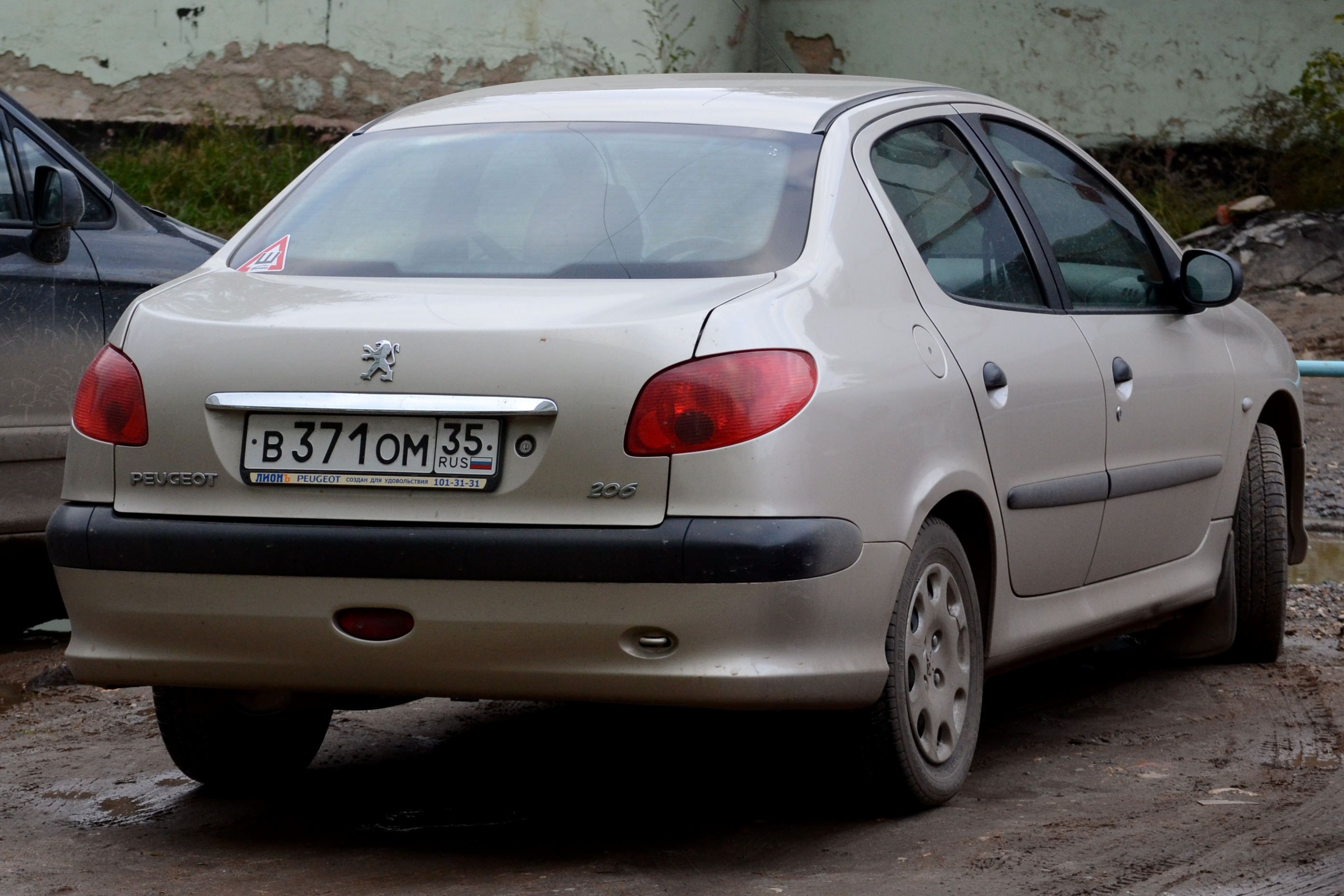
標致206SD

是一款在伊朗开发的开发型号为“Peugeot 206 SD”，并有传言即将出口的报道。这是由标致和伊朗的Khodro合作设计。Peugeot206 SD是标致206车型的第五个版本，也是最后的版本。
2006年，伊朗Khodro开始出口206 SD到包括俄罗斯，土耳其和阿尔及利亚等国家。在巴西，206SD将继续生产。2008年10月起，作为207出售。虽然如此，该车型与在欧洲销售的207没有任何关系。
在马来西亚和中国，它也被作为207出售，包括轿车版与掀背版.。

### 雪铁龙版本

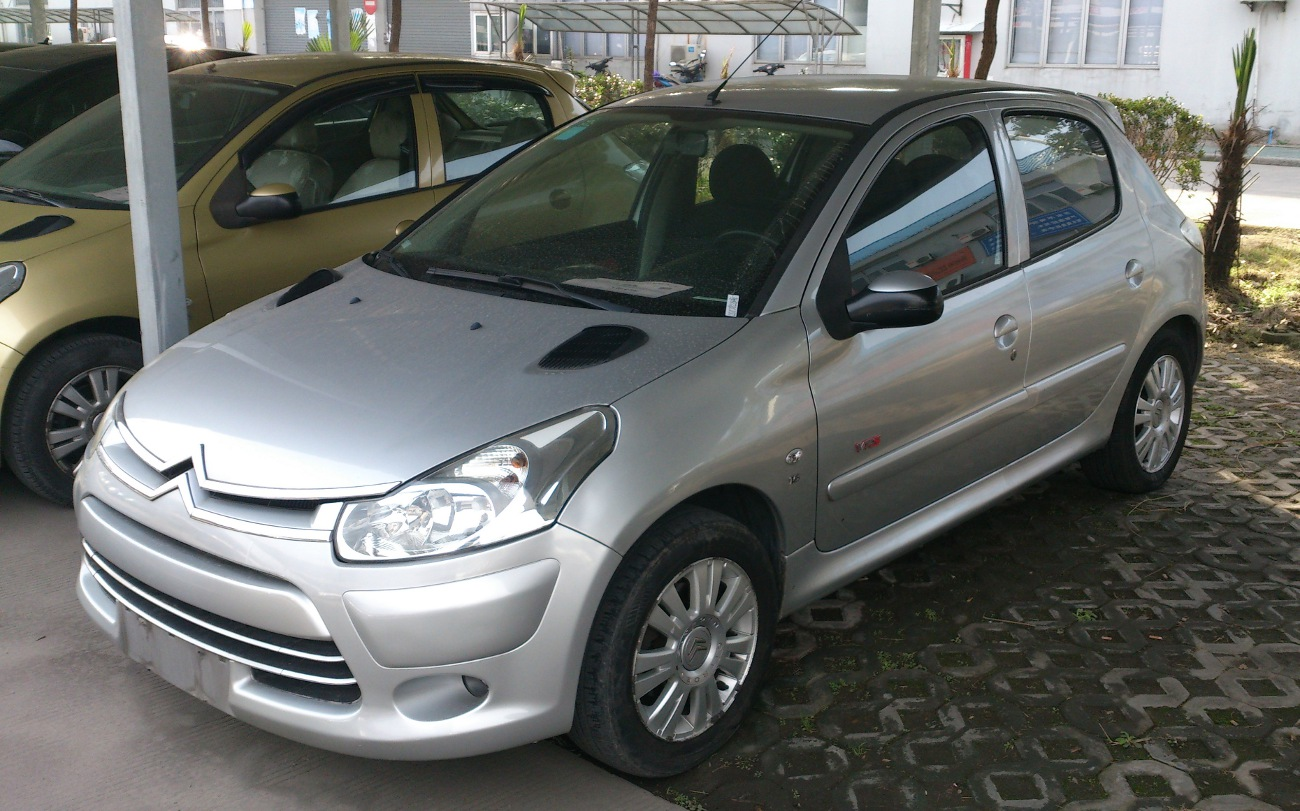
中国的雪铁龙C2

2006年初，206在中国市场上以雪铁龙的品牌销售。该车修改了原车前部和后部的车体。就像雪铁龙LN是由标致104派生的那样。虽然它已与欧洲雪铁龙C2没有任何共同的特点，这款车还是以雪铁龙C2的名义销售。在2006年后半部，PSA决定出售的标致206和206的后续版本。

### 206 Escapade
像菲亚特和大众汽车品牌，标致在选定在南美市场销售标致206越野车的版本，叫做标致206 Escapade。它在本质上是一款SUV版的标致206SW，包括一个坚固的越野车旅行车包围，更高的应付粗糙地面的悬挂。动力是一款1.6升16V的引擎。

### 马来西亚版
马来西亚市场上销售的标致206被命名为NAZA。销售的206 NAZA配备1.4L汽油发动机（TU3JP），而且伴有5速手动变速箱和4速自动变速箱（代号AL4）。它是206 SD的一个变形，并改名为207在销售。

## 206+

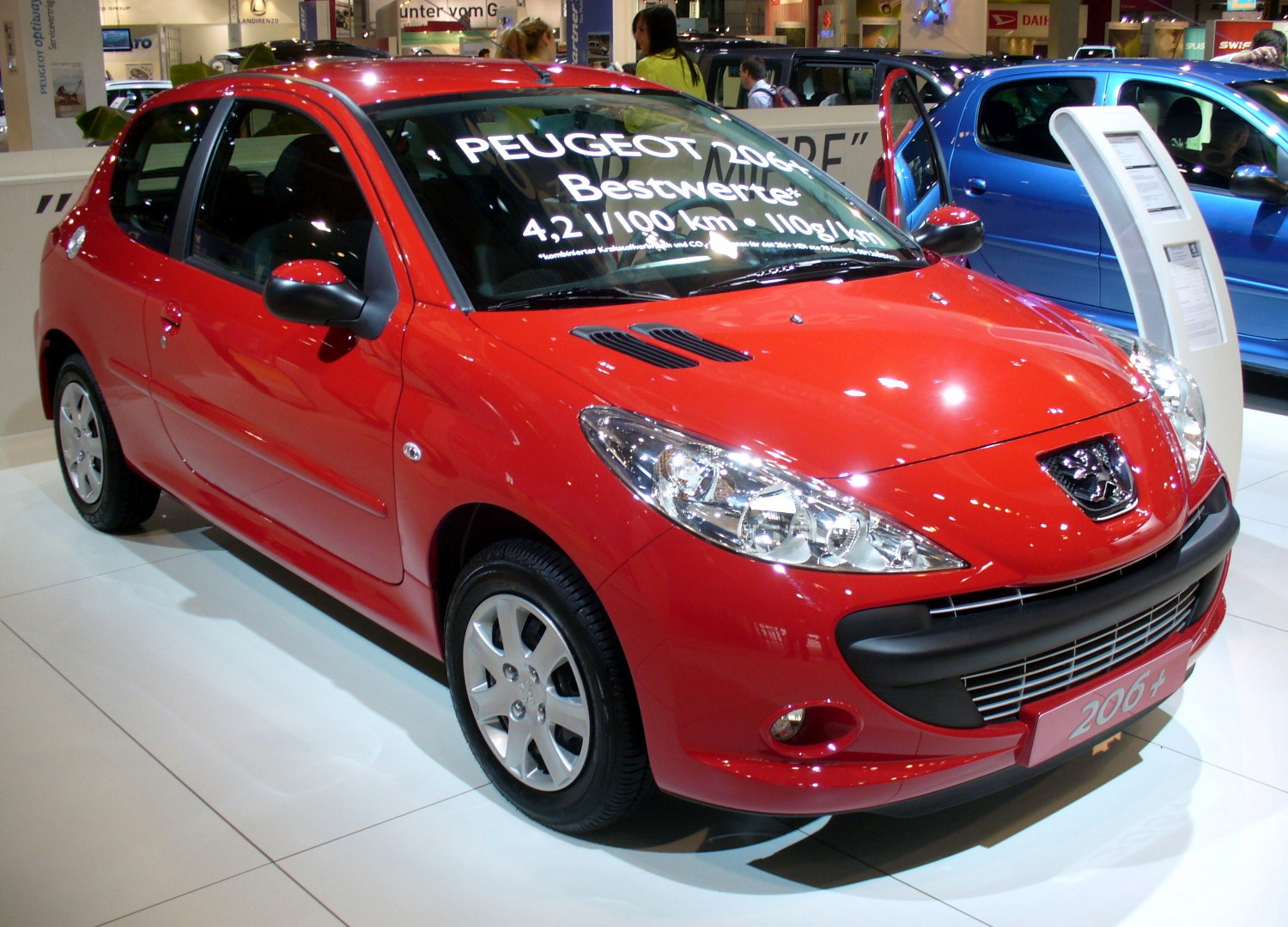
Peugeot 206+ / Peugeot 207 Compact / Peugeot 207i

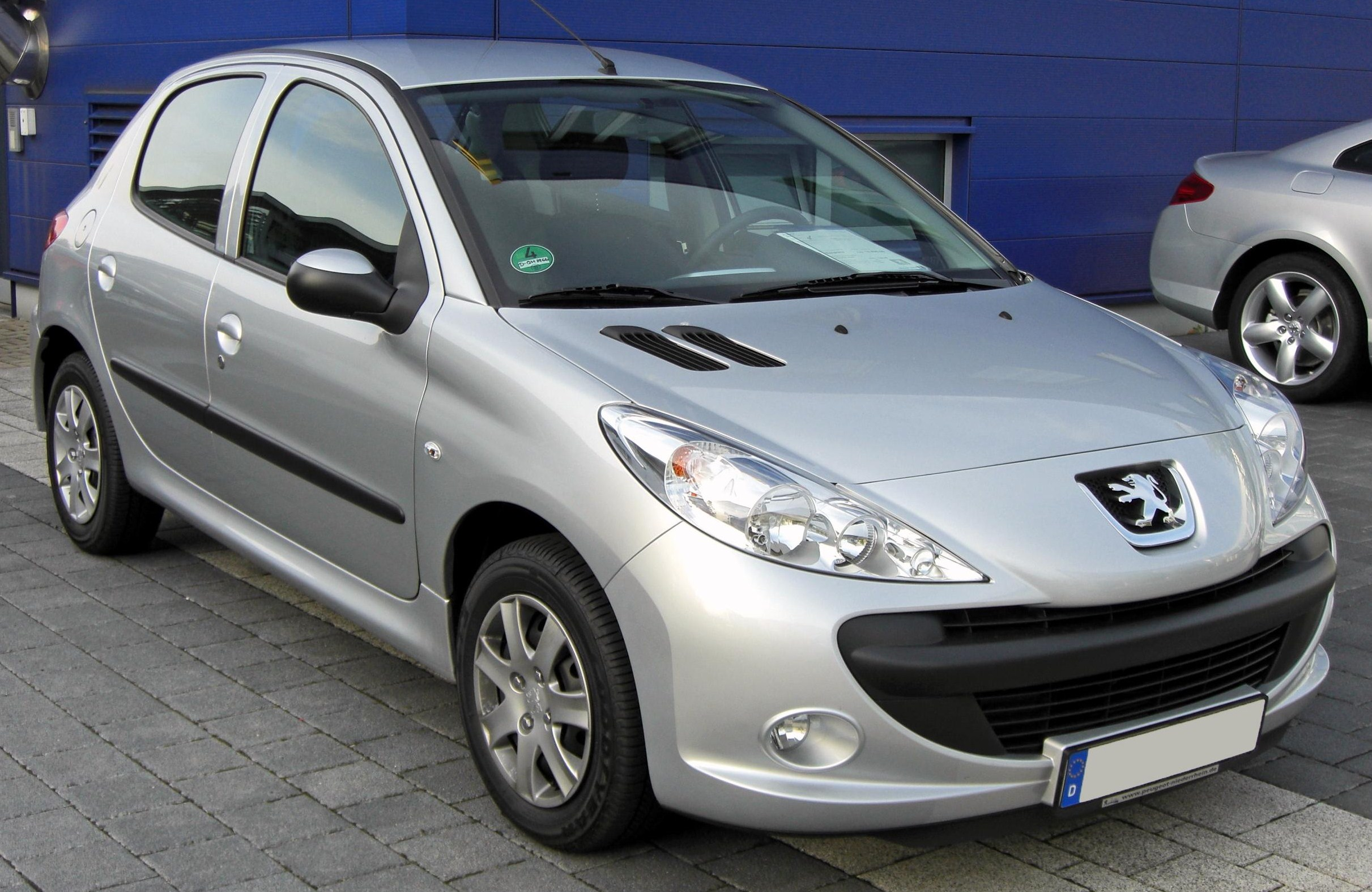
欧洲的标致206+

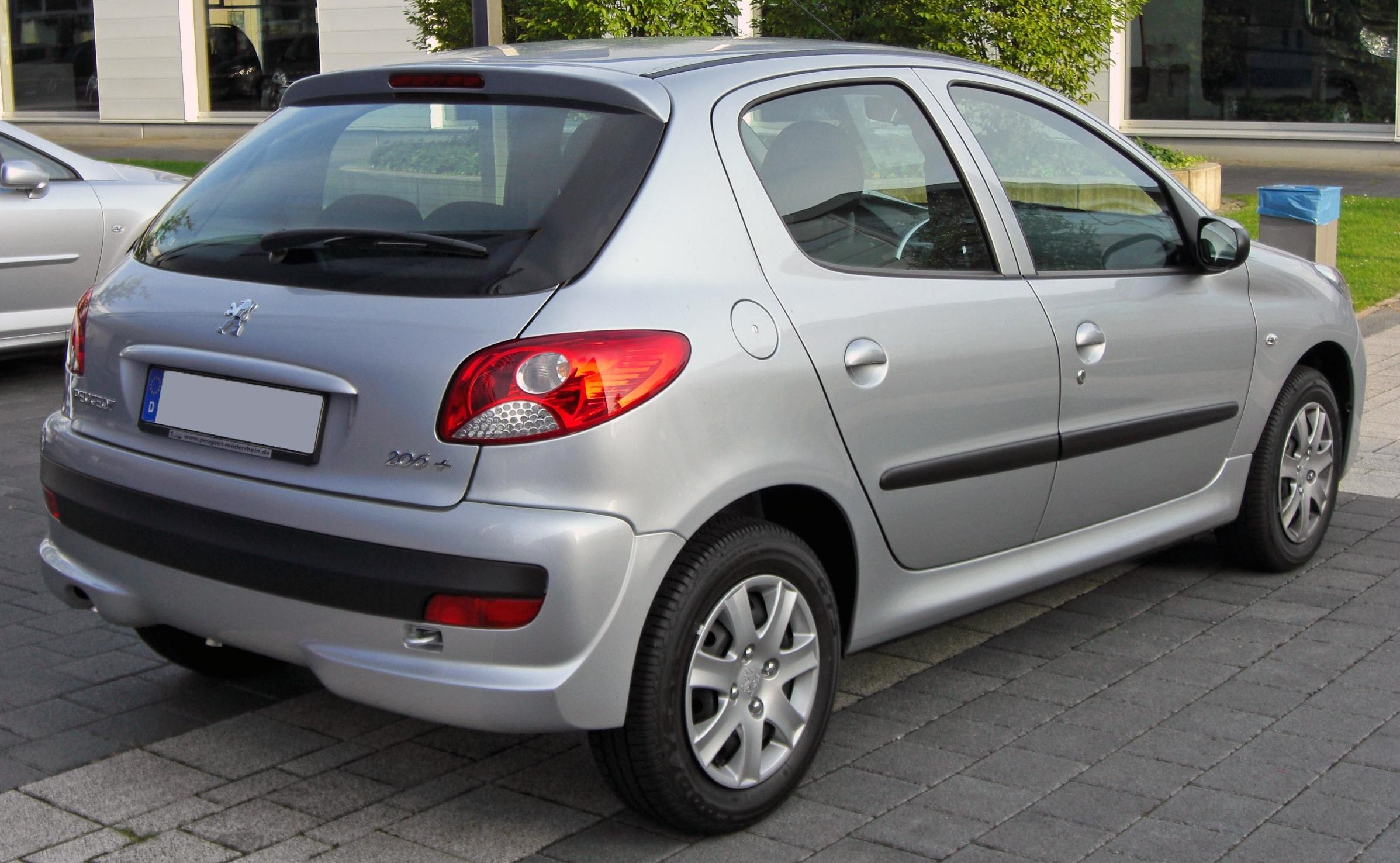
欧洲的标致206+

206+是206改款版本，有一个新的类似于欧洲207的前端，新的前后保险杠和尾灯。并包括一些新的内部变化，如：新的仪表板。 
2008年5月，标致的巴西分部宣布，它不会制造或进口在巴西销售的标致207，而是会对它之前生产的206做出改变一些修改，并声明不会做大的改动。新车于2008年8月推出，作出了诸如悬挂和变速箱等轻微的变化。它使用了原来206和欧洲版207的机械部件，其主要竞争对手为大众福克斯（Volkswagen Fox）和雪佛兰敏捷（Chevrolet Agile）。主要车型为三门和五门掀背车，4门轿车，包括改款207埃斯卡帕德。
该车以“207 Compact”的名义在阿根廷，墨西哥，乌拉圭和中国大陆销售，以区别于同一市场上销售的欧洲版标致207 CC和RC。标致曾经计划将其命名为“207巴西”在巴西销售，但因为巴西媒体普遍的消极响应而改为“巴西”。巴西版207也普遍受到批评，因为它被认为基本上是作为一改款206，虽然标致的努力说明，在市场上作为一个全新的汽车销售它，并使用较高的价格。
2009年2月，标致宣布将该车型在法国牟罗兹（Mulhouse）的工厂生产，并提供给欧洲市场（只有左侧驾驶车型），名称为206 +。作为对于雷诺从罗马尼亚引进低价Dacias而造成市场萎缩的回应。 2009年5月，该公司宣布了另外450名员工的招聘，以支持206 +和双门版308在牟罗兹工厂的生产。 
伊朗Khodro公司（IKCO）已宣布在伊朗生产标致206的轿车版和掀背版，并以“207i”的名义销售。在初始阶段既当前伊朗年结束时（2010年3月），标致207i（206 +）的产量为5,000辆汽车。之后，每年将增加至15,000-20,000。这款车的轿车版和两门掀背版，分别出口到62个和16个国家。到2011年，IKCO将实现的90％的零部件国产化 By 2011, IKCO will produce 90% of its parts domestically.。

## 注解
1. ↑  As head of the desigteam.[1]